# يعقوب بن نثنائيل
يعقوب بن نثنائيل بن فيومي حاخام يهودي يمني كان رئيس مدرسة دينية في النصف الثاني من القرن الثاني عشر. كل ما هو معروف عنه هو أنه بناء على اقتراح من سليمان ها-كوهين وهو تلميذ موسى بن ميمون كتب إلى الأخير يطلب نصيحته فيما يتعلق بالمسيح الزائف الذي كان يقود اليهود في جنوب شبه الجزيرة العربية إلى الضلال. في رسالة موسى بن ميمون (رسالة إلى الحكماء من تجمع مرسيليا) حدد تاريخ رسالة يعقوب في 1172. في الجواب أرسل موسى بن ميمون له تيمان أو كما يطلق عليه أيضا بتاح تكفا. إبراهيم هاركافي يفترض أن يعقوب كان على علم بسعدية غاوون. كان يعرف والد يعقوب ككاتب فلسفي.